# فنسنت ري
فنسنت ري (بالإنجليزية: Vincent Rey)‏ هو لاعب كرة قدم أمريكية أمريكي، ولد في 6 سبتمبر 1987 في فار روكواي ‏ في الولايات المتحدة.

## وصلات خارجية
- فنسنت ري على موقع مرجع كرة القدم المحترفة.كوم (الإنجليزية)